# Frontilabrus caeruleus
Frontilabrus caeruleus Randall & Condé, 1989, unica specie del genere Frontilabrus è un pesce di acqua salata appartenente alla famiglia Labridae.

## Habitat e Distribuzione
Proviene dalla barriera corallina delle Maldive, nell'oceano Indiano.

## Descrizione
Non supera i 9,4 cm.

## Biologia
Sconosciuta.

## Conservazione
Le informazioni di cui si è in possesso su questa specie derivano dagli studi compiuti sull'unico esemplare catturato, un giovane, che è stato allevato per un anno nel Musée de Zoologie de l'Université de la Ville de Nancy; quindi la lista rossa IUCN lo classifica come "dati insufficienti" (DD) perché non si hanno abbastanza informazioni.